# Othresypna infrapicta
Othresypna infrapicta är en fjärilsart som beskrevs av Embrik Strand 1919. Othresypna infrapicta ingår i släktet Othresypna och familjen nattflyn. Inga underarter finns listade i Catalogue of Life.